# William T. Lackey
William T. Lackey est un producteur de cinéma américain, né le 4 février 1896 à Saugerties (New York) et décédé le 9 juillet 1974 à Burbank (Californie).

## Filmographie

### Comme producteur
- 1924 Bringin' Home the Bacon de Richard Thorpe
- 1924 Hard Hittin' Hamilton de Richard Thorpe
- 1924 Thundering Romance de Richard Thorpe
- 1927 Burning Gold (en) de  John W. Noble
- 1927 Fire and Steel de Bertram Bracken
- 1927 Riding to Fame de A. B. Barringer
- 1929 The Arizona Kid de Horace B. Carpenter
- 1932 Self-Defense  de Phil Rosen
- 1933 The Sweetheart of Sigma Chi de Edwin L. Marin
- 1934 Lost in the Stratosphere de Melville Brown
- 1937 Forlorn River (en) de Charles Barton
- 1937 Murder Goes to College de Charles Reisner
- 1937 Night Club Scandal de Ralph Murphy
- 1937 Born to the West de Charles Barton
- 1937 Thunder Trail (en) de Charles Barton
- 1937 Partners in Crime (en) de Ralph Murphy
- 1938 : Trois du cirque (Under the Big Top) de Karl Brown
- 1943 Here Comes Kelly de William Beaudine

### Comme producteur associé
- 1935 The Wanderer of the Wasteland de Otho Lovering
- 1935 Two Fisted de James Cruze
- 1935 Nevada de Charles Barton
- 1936 Desert Gold de James Hogan
- 1936 And Sudden Death de Charles Barton
- 1936 Drift Fence de Otho Lovering
- 1936 L'Homme à l'héliotrope (Forgotten Faces) de E. A. Dupont
- 1938 Mr. Wong, Detective de William Nigh
- 1938 Gangster's Boy de William Nigh
- 1938 Under the Big Top de Karl Brown
- 1939 Le Mystère de Mr Wong de William Nigh
- 1939 Mr. Wong in Chinatown de William Nigh
- 1939 Streets of New York de William Nigh
- 1939 Navy Secrets de Howard Bretherton
- 1940 The Fatal Hour de William Nigh
- 1940 Le Singe tueur (The Ape) de William Nigh
- 1940 Tomboy de Robert McGowan
- 1940 Haunted House de Robert McGowan
- 1941 Father Steps Out de Jean Yarbrough
- 1949 The Lucky Stiff de Lewis R. Foster
- 1950 Destination Big House (en) de George Blair
- 1951 Insurance Investigator (en) de George Blair
- 1951 Pride of Maryland de Philip Ford
- 1951 Secrets of Monte Carlo (en) de George Blair
- 1951 Street Bandits de R. G. Springsteen

### Comme réalisateur
- 1927 Roaring Fires